# Ardisia cumingiana
Ardisia cumingiana är en viveväxtart som beskrevs av A. Dc. Ardisia cumingiana ingår i släktet Ardisia och familjen viveväxter. Inga underarter finns listade i Catalogue of Life.